# 落合村 (広島県)
落合村（おちあいむら）は、広島県安佐郡にあった村。現在の広島市安佐北区の一部にあたる。

## 地理
太田川とその支流・諸木川、落合川の流域に位置していた。

## 歴史
- 1889年（明治22年）4月1日、町村制の施行により高宮郡深川村が発足[3]。
- 1895年（明治28年）9月1日、深川村の大字諸木、末光、玖、岩上が分立し落合村が発足[1][2]。分立の理由は落合地域が副業の木履生産が盛んであったが、深川地区は農業中心で人情風俗が異なっていたため[2]。
- 1898年（明治31年）10月1日、郡の統合により安佐郡に所属[1][2]。
- 1955年（昭和30年）3月31日、安佐郡深川村、狩小川村、口田村と合併し、町制施行し高陽町を新設して廃止された[1][2]。

### 地名の由来
次の諸説あり。
1. 川名による。
2. 太田川とその支流が落ち合う地域。
3. 谷々が落ち合う地域。

## 産業
- 農業、木履生産[2]

## 交通

### 鉄道
- 1913年（大正4年）芸備鉄道（現芸備線）広島～志和地間開通、玖村駅開設[2]。